# BinckBank Tour 2020
La 16e édition du BinckBank Tour a lieu du 29 au 3 octobre 2020. Elle fait partie de l'UCI World Tour 2020.

## Présentation
Le BinckBank Tour est organisé par la société Golazo, également à la tête du Tour de Belgique, des Six jours de Gand et du marathon de Rotterdam. Binckbank, entreprise néerlandaise de courtage en bourse, s'engage comme sponsor éponyme à partir de 2017 pour une durée de cinq ans. Elle prend la suite d'Eneco, sponsor de 2005 à 2016,,.

### Équipes
Le BinckBank Tour faisant partie du calendrier de l'UCI World Tour, les dix-neuf « World Teams » y participent. Cinq UCI ProTeams ont reçu une invitation.
| WorldTeams (19)- Jumbo-Visma - CCC Team - Deceuninck-Quick Step - AG2R La Mondiale - Bora-Hansgrohe - Lotto Soudal - Astana - Israel Start-Up Nation - EF Pro Cycling - UAE Team Emirates - Bahrain McLaren - Cofidis - Groupama-FDJ - Mitchelton-Scott - NTT Pro Cycling - Ineos Grenadiers - Team Sunweb - Movistar Team - Trek-Segafredo ProTeams (5)- Alpecin-Fenix - Total Direct Énergie - Circus-Wanty Gobert - Sport Vlaanderen-Baloise - Bingoal-Wallonie Bruxelles |
| |

## Étapes
| Étape     | Date     | Villes étapes                         | type                        | Distance (km) | Vainqueur d'étape     | Leader du classement général |
| --------- | -------- | ------------------------------------- | --------------------------- | ------------- | --------------------- | ---------------------------- |
| 1re étape | 29 sept. | Blankenberge – Ardoye                 | étape de plaine             | 132,1         | Jasper Philipsen      | Jasper Philipsen             |
| 2e étape  | 30 sept. | Flessingue – Flessingue               | contre-la-montre individuel | 11            | annulation de l'étape | Jasper Philipsen             |
| 3e étape  | 1 oct.   | Aalter – Aalter                       | étape de plaine             | 157           | Mads Pedersen         | Mads Pedersen                |
| 4e étape  | 2 oct.   | Riemst – Riemst                       | contre-la-montre individuel | 8,14          | Søren Kragh Andersen  | Mads Pedersen                |
| 5e étape  | 3 oct.   | Ottignies-Louvain-la-Neuve – Grammont | étape vallonnée             | 185           | Mathieu van der Poel  | Mathieu van der Poel         |

## Déroulement de la course

### 1reétape
| \| Classement de l'étape \| Classement de l'étape \| Classement de l'étape \| Classement de l'étape \| Classement de l'étape \| \| Coureur \| Coureur \| Pays \| Équipe \| Temps \| \| --------------------- \| --------------------- \| --------------------- \| --------------------- \| --------------------- \| \| 1er \| Jasper Philipsen \| Belgique \| UAE Team Emirates \| 2 h 59 min 26 s \| \| 2e \| Mads Pedersen \| Danemark \| Trek-Segafredo \| + 0 s \| \| 3e \| Pascal Ackermann \| Allemagne \| Bora-Hansgrohe \| + 0 s \| \| 4e \| Danny van Poppel \| Pays-Bas \| Circus-Wanty Gobert \| + 0 s \| \| 5e \| Stefan Bissegger \| Suisse \| EF Pro Cycling \| + 0 s \| \| 6e \| Alberto Dainese \| Italie \| Team Sunweb \| + 0 s \| \| 7e \| Nils Eekhoff \| Pays-Bas \| Team Sunweb \| + 0 s \| \| 8e \| Lorrenzo Manzin \| France \| Total Direct Énergie \| + 0 s \| \| 9e \| Mathieu van der Poel \| Pays-Bas \| Alpecin-Fenix \| + 0 s \| \| 10e \| Tim Merlier \| Belgique \| Alpecin-Fenix \| + 0 s \| |                      |           |                      |                 |
| |                      |           |                      |                 |
| Source : ProCyclingStats |                      |           |                      |                 |
| Classement de l'étape |                      |           |                      |                 |
| Coureur | Coureur              | Pays      | Équipe               | Temps           |
| 1er | Jasper Philipsen     | Belgique  | UAE Team Emirates    | 2 h 59 min 26 s |
| 2e | Mads Pedersen        | Danemark  | Trek-Segafredo       | + 0 s           |
| 3e | Pascal Ackermann     | Allemagne | Bora-Hansgrohe       | + 0 s           |
| 4e | Danny van Poppel     | Pays-Bas  | Circus-Wanty Gobert  | + 0 s           |
| 5e | Stefan Bissegger     | Suisse    | EF Pro Cycling       | + 0 s           |
| 6e | Alberto Dainese      | Italie    | Team Sunweb          | + 0 s           |
| 7e | Nils Eekhoff         | Pays-Bas  | Team Sunweb          | + 0 s           |
| 8e | Lorrenzo Manzin      | France    | Total Direct Énergie | + 0 s           |
| 9e | Mathieu van der Poel | Pays-Bas  | Alpecin-Fenix        | + 0 s           |
| 10e | Tim Merlier          | Belgique  | Alpecin-Fenix        | + 0 s           |

| \| Classement général \| Classement général \| Classement général \| Classement général \| Classement général \| \| Coureur \| Coureur \| Pays \| Équipe \| Temps \| \| ------------------ \| -------------------- \| ------------------ \| --------------------- \| ------------------ \| \| 1er \| Jasper Philipsen \| Belgique \| UAE Team Emirates \| 2 h 59 min 16 s \| \| 2e \| Mads Pedersen \| Danemark \| Trek-Segafredo \| + 4 s \| \| 3e \| Mike Teunissen \| Pays-Bas \| Jumbo-Visma \| + 5 s \| \| 4e \| Pascal Ackermann \| Allemagne \| Bora-Hansgrohe \| + 6 s \| \| 5e \| Mathieu van der Poel \| Pays-Bas \| Alpecin-Fenix \| + 7 s \| \| 6e \| Yves Lampaert \| Belgique \| Deceuninck-Quick Step \| + 7 s \| \| 7e \| Mark Cavendish \| Royaume-Uni \| Bahrain McLaren \| + 9 s \| \| 8e \| Danny van Poppel \| Pays-Bas \| Circus-Wanty Gobert \| + 10 s \| \| 9e \| Stefan Bissegger \| Suisse \| EF Pro Cycling \| + 10 s \| \| 10e \| Alberto Dainese \| Italie \| Team Sunweb \| + 10 s \| |                      |             |                       |                 |
| |                      |             |                       |                 |
| Source : ProCyclingStats |                      |             |                       |                 |
| Classement général |                      |             |                       |                 |
| Coureur | Coureur              | Pays        | Équipe                | Temps           |
| 1er | Jasper Philipsen     | Belgique    | UAE Team Emirates     | 2 h 59 min 16 s |
| 2e | Mads Pedersen        | Danemark    | Trek-Segafredo        | + 4 s           |
| 3e | Mike Teunissen       | Pays-Bas    | Jumbo-Visma           | + 5 s           |
| 4e | Pascal Ackermann     | Allemagne   | Bora-Hansgrohe        | + 6 s           |
| 5e | Mathieu van der Poel | Pays-Bas    | Alpecin-Fenix         | + 7 s           |
| 6e | Yves Lampaert        | Belgique    | Deceuninck-Quick Step | + 7 s           |
| 7e | Mark Cavendish       | Royaume-Uni | Bahrain McLaren       | + 9 s           |
| 8e | Danny van Poppel     | Pays-Bas    | Circus-Wanty Gobert   | + 10 s          |
| 9e | Stefan Bissegger     | Suisse      | EF Pro Cycling        | + 10 s          |
| 10e | Alberto Dainese      | Italie      | Team Sunweb           | + 10 s          |

### 2eétape
La deuxième étape est annulée en raison des mesures de lutte contre le coronavirus aux Pays-Bas.

### 3eétape
| \| Classement de l'étape \| Classement de l'étape \| Classement de l'étape \| Classement de l'étape \| Classement de l'étape \| \| Coureur \| Coureur \| Pays \| Équipe \| Temps \| \| --------------------- \| --------------------- \| --------------------- \| --------------------- \| --------------------- \| \| 1er \| Mads Pedersen \| Danemark \| Trek-Segafredo \| 3 h 26 min 11 s \| \| 2e \| Jasper Philipsen \| Belgique \| UAE Team Emirates \| + 0 s \| \| 3e \| Pascal Ackermann \| Allemagne \| Bora-Hansgrohe \| + 0 s \| \| 4e \| Danny van Poppel \| Pays-Bas \| Circus-Wanty Gobert \| + 0 s \| \| 5e \| Tim Merlier \| Belgique \| Alpecin-Fenix \| + 0 s \| \| 6e \| Zdeněk Štybar \| Tchéquie \| Deceuninck-Quick Step \| + 0 s \| \| 7e \| Christophe Laporte \| France \| Cofidis \| + 0 s \| \| 8e \| Florian Sénéchal \| France \| Deceuninck-Quick Step \| + 0 s \| \| 9e \| Lorrenzo Manzin \| France \| Total Direct Énergie \| + 0 s \| \| 10e \| Sep Vanmarcke \| Belgique \| EF Pro Cycling \| + 0 s \| |                    |           |                       |                 |
| |                    |           |                       |                 |
| Source : ProCyclingStats |                    |           |                       |                 |
| Classement de l'étape |                    |           |                       |                 |
| Coureur | Coureur            | Pays      | Équipe                | Temps           |
| 1er | Mads Pedersen      | Danemark  | Trek-Segafredo        | 3 h 26 min 11 s |
| 2e | Jasper Philipsen   | Belgique  | UAE Team Emirates     | + 0 s           |
| 3e | Pascal Ackermann   | Allemagne | Bora-Hansgrohe        | + 0 s           |
| 4e | Danny van Poppel   | Pays-Bas  | Circus-Wanty Gobert   | + 0 s           |
| 5e | Tim Merlier        | Belgique  | Alpecin-Fenix         | + 0 s           |
| 6e | Zdeněk Štybar      | Tchéquie  | Deceuninck-Quick Step | + 0 s           |
| 7e | Christophe Laporte | France    | Cofidis               | + 0 s           |
| 8e | Florian Sénéchal   | France    | Deceuninck-Quick Step | + 0 s           |
| 9e | Lorrenzo Manzin    | France    | Total Direct Énergie  | + 0 s           |
| 10e | Sep Vanmarcke      | Belgique  | EF Pro Cycling        | + 0 s           |

| \| Classement général \| Classement général \| Classement général \| Classement général \| Classement général \| \| Coureur \| Coureur \| Pays \| Équipe \| Temps \| \| ------------------ \| -------------------- \| ------------------ \| --------------------- \| ------------------ \| \| 1er \| Mads Pedersen \| Danemark \| Trek-Segafredo \| 6 h 25 min 21 s \| \| 2e \| Jasper Philipsen \| Belgique \| UAE Team Emirates \| + 0 s \| \| 3e \| Jonas Rickaert \| Belgique \| Alpecin-Fenix \| + 7 s \| \| 4e \| Pascal Ackermann \| Allemagne \| Bora-Hansgrohe \| + 8 s \| \| 5e \| Mike Teunissen \| Pays-Bas \| Jumbo-Visma \| + 11 s \| \| 6e \| Mathieu van der Poel \| Pays-Bas \| Alpecin-Fenix \| + 13 s \| \| 7e \| Yves Lampaert \| Belgique \| Deceuninck-Quick Step \| + 13 s \| \| 8e \| Danny van Poppel \| Pays-Bas \| Circus-Wanty Gobert \| + 16 s \| \| 9e \| Tim Merlier \| Belgique \| Alpecin-Fenix \| + 16 s \| \| 10e \| Lorrenzo Manzin \| France \| Total Direct Énergie \| + 16 s \| |                      |           |                       |                 |
| |                      |           |                       |                 |
| Source : ProCyclingStats |                      |           |                       |                 |
| Classement général |                      |           |                       |                 |
| Coureur | Coureur              | Pays      | Équipe                | Temps           |
| 1er | Mads Pedersen        | Danemark  | Trek-Segafredo        | 6 h 25 min 21 s |
| 2e | Jasper Philipsen     | Belgique  | UAE Team Emirates     | + 0 s           |
| 3e | Jonas Rickaert       | Belgique  | Alpecin-Fenix         | + 7 s           |
| 4e | Pascal Ackermann     | Allemagne | Bora-Hansgrohe        | + 8 s           |
| 5e | Mike Teunissen       | Pays-Bas  | Jumbo-Visma           | + 11 s          |
| 6e | Mathieu van der Poel | Pays-Bas  | Alpecin-Fenix         | + 13 s          |
| 7e | Yves Lampaert        | Belgique  | Deceuninck-Quick Step | + 13 s          |
| 8e | Danny van Poppel     | Pays-Bas  | Circus-Wanty Gobert   | + 16 s          |
| 9e | Tim Merlier          | Belgique  | Alpecin-Fenix         | + 16 s          |
| 10e | Lorrenzo Manzin      | France    | Total Direct Énergie  | + 16 s          |

### 4eétape
| \| Classement de l'étape \| Classement de l'étape \| Classement de l'étape \| Classement de l'étape \| Classement de l'étape \| \| Coureur \| Coureur \| Pays \| Équipe \| Temps \| \| --------------------- \| --------------------- \| --------------------- \| --------------------- \| --------------------- \| \| 1er \| Søren Kragh Andersen \| Danemark \| Team Sunweb \| 9 min 59 s \| \| 2e \| Stefan Küng \| Suisse \| Groupama-FDJ \| + 6 s \| \| 3e \| Stefan Bissegger \| Suisse \| EF Pro Cycling \| + 7 s \| \| 4e \| Mads Pedersen \| Danemark \| Trek-Segafredo \| + 8 s \| \| 5e \| Mathieu van der Poel \| Pays-Bas \| Alpecin-Fenix \| + 12 s \| \| 6e \| Jasha Sütterlin \| Allemagne \| Team Sunweb \| + 16 s \| \| 7e \| Jannik Steimle \| Allemagne \| Deceuninck-Quick Step \| + 18 s \| \| 8e \| Yves Lampaert \| Belgique \| Deceuninck-Quick Step \| + 20 s \| \| 9e \| Max Walscheid \| Allemagne \| NTT Pro Cycling \| + 21 s \| \| 10e \| Christophe Laporte \| France \| Cofidis \| + 21 s \| |                      |           |                       |            |
| |                      |           |                       |            |
| Source : ProCyclingStats |                      |           |                       |            |
| Classement de l'étape |                      |           |                       |            |
| Coureur | Coureur              | Pays      | Équipe                | Temps      |
| 1er | Søren Kragh Andersen | Danemark  | Team Sunweb           | 9 min 59 s |
| 2e | Stefan Küng          | Suisse    | Groupama-FDJ          | + 6 s      |
| 3e | Stefan Bissegger     | Suisse    | EF Pro Cycling        | + 7 s      |
| 4e | Mads Pedersen        | Danemark  | Trek-Segafredo        | + 8 s      |
| 5e | Mathieu van der Poel | Pays-Bas  | Alpecin-Fenix         | + 12 s     |
| 6e | Jasha Sütterlin      | Allemagne | Team Sunweb           | + 16 s     |
| 7e | Jannik Steimle       | Allemagne | Deceuninck-Quick Step | + 18 s     |
| 8e | Yves Lampaert        | Belgique  | Deceuninck-Quick Step | + 20 s     |
| 9e | Max Walscheid        | Allemagne | NTT Pro Cycling       | + 21 s     |
| 10e | Christophe Laporte   | France    | Cofidis               | + 21 s     |

| \| Classement général \| Classement général \| Classement général \| Classement général \| Classement général \| \| Coureur \| Coureur \| Pays \| Équipe \| Temps \| \| ------------------ \| -------------------- \| ------------------ \| --------------------- \| ------------------ \| \| 1er \| Mads Pedersen \| Danemark \| Trek-Segafredo \| 6 h 35 min 31 s \| \| 2e \| Søren Kragh Andersen \| Danemark \| Team Sunweb \| + 7 s \| \| 3e \| Stefan Küng \| Suisse \| Groupama-FDJ \| + 13 s \| \| 4e \| Stefan Bissegger \| Suisse \| EF Pro Cycling \| + 14 s \| \| 5e \| Mathieu van der Poel \| Pays-Bas \| Alpecin-Fenix \| + 17 s \| \| 6e \| Jasper Philipsen \| Belgique \| UAE Team Emirates \| + 19 s \| \| 7e \| Yves Lampaert \| Belgique \| Deceuninck-Quick Step \| + 24 s \| \| 8e \| Max Walscheid \| Allemagne \| NTT Pro Cycling \| + 28 s \| \| 9e \| Mike Teunissen \| Pays-Bas \| Jumbo-Visma \| + 30 s \| \| 10e \| Florian Sénéchal \| France \| Deceuninck-Quick Step \| + 31 s \| |                      |           |                       |                 |
| |                      |           |                       |                 |
| Source : ProCyclingStats |                      |           |                       |                 |
| Classement général |                      |           |                       |                 |
| Coureur | Coureur              | Pays      | Équipe                | Temps           |
| 1er | Mads Pedersen        | Danemark  | Trek-Segafredo        | 6 h 35 min 31 s |
| 2e | Søren Kragh Andersen | Danemark  | Team Sunweb           | + 7 s           |
| 3e | Stefan Küng          | Suisse    | Groupama-FDJ          | + 13 s          |
| 4e | Stefan Bissegger     | Suisse    | EF Pro Cycling        | + 14 s          |
| 5e | Mathieu van der Poel | Pays-Bas  | Alpecin-Fenix         | + 17 s          |
| 6e | Jasper Philipsen     | Belgique  | UAE Team Emirates     | + 19 s          |
| 7e | Yves Lampaert        | Belgique  | Deceuninck-Quick Step | + 24 s          |
| 8e | Max Walscheid        | Allemagne | NTT Pro Cycling       | + 28 s          |
| 9e | Mike Teunissen       | Pays-Bas  | Jumbo-Visma           | + 30 s          |
| 10e | Florian Sénéchal     | France    | Deceuninck-Quick Step | + 31 s          |

### 5eétape
| \| Classement de l'étape \| Classement de l'étape \| Classement de l'étape \| Classement de l'étape \| Classement de l'étape \| \| Coureur \| Coureur \| Pays \| Équipe \| Temps \| \| --------------------- \| --------------------- \| --------------------- \| --------------------- \| --------------------- \| \| 1er \| Mathieu van der Poel \| Pays-Bas \| Alpecin-Fenix \| 4 h 07 min 39 s \| \| 2e \| Oliver Naesen \| Belgique \| AG2R La Mondiale \| + 4 s \| \| 3e \| Sonny Colbrelli \| Italie \| Bahrain McLaren \| + 4 s \| \| 4e \| Søren Kragh Andersen \| Danemark \| Team Sunweb \| + 4 s \| \| 5e \| Stefan Küng \| Suisse \| Groupama-FDJ \| + 8 s \| \| 6e \| Dimitri Claeys \| Belgique \| Cofidis \| + 47 s \| \| 7e \| Yves Lampaert \| Belgique \| Deceuninck-Quick Step \| + 50 s \| \| 8e \| Iván García Cortina \| Espagne \| Bahrain McLaren \| + 1 min 08 s \| \| 9e \| Jempy Drucker \| Luxembourg \| Bora-Hansgrohe \| + 1 min 12 s \| \| 10e \| Florian Sénéchal \| France \| Deceuninck-Quick Step \| + 1 min 12 s \| |                      |            |                       |                 |
| |                      |            |                       |                 |
| Source : ProCyclingStats |                      |            |                       |                 |
| Classement de l'étape |                      |            |                       |                 |
| Coureur | Coureur              | Pays       | Équipe                | Temps           |
| 1er | Mathieu van der Poel | Pays-Bas   | Alpecin-Fenix         | 4 h 07 min 39 s |
| 2e | Oliver Naesen        | Belgique   | AG2R La Mondiale      | + 4 s           |
| 3e | Sonny Colbrelli      | Italie     | Bahrain McLaren       | + 4 s           |
| 4e | Søren Kragh Andersen | Danemark   | Team Sunweb           | + 4 s           |
| 5e | Stefan Küng          | Suisse     | Groupama-FDJ          | + 8 s           |
| 6e | Dimitri Claeys       | Belgique   | Cofidis               | + 47 s          |
| 7e | Yves Lampaert        | Belgique   | Deceuninck-Quick Step | + 50 s          |
| 8e | Iván García Cortina  | Espagne    | Bahrain McLaren       | + 1 min 08 s    |
| 9e | Jempy Drucker        | Luxembourg | Bora-Hansgrohe        | + 1 min 12 s    |
| 10e | Florian Sénéchal     | France     | Deceuninck-Quick Step | + 1 min 12 s    |

## Classements finals

### Classement général final
| \| Classement général \| Classement général \| Classement général \| Classement général \| Classement général \| \| Coureur \| Coureur \| Pays \| Équipe \| Temps \| \| ------------------ \| -------------------- \| ------------------ \| --------------------- \| ------------------ \| \| 1er \| Mathieu van der Poel \| Pays-Bas \| Alpecin-Fenix \| 10 h 43 min 08 s \| \| 2e \| Søren Kragh Andersen \| Danemark \| Team Sunweb \| + 8 s \| \| 3e \| Stefan Küng \| Suisse \| Groupama-FDJ \| + 23 s \| \| 4e \| Yves Lampaert \| Belgique \| Deceuninck-Quick Step \| + 1 min 16 s \| \| 5e \| Mads Pedersen \| Danemark \| Trek-Segafredo \| + 1 min 21 s \| \| 6e \| Sonny Colbrelli \| Italie \| Bahrain McLaren \| + 1 min 42 s \| \| 7e \| Florian Sénéchal \| France \| Deceuninck-Quick Step \| + 1 min 45 s \| \| 8e \| Mike Teunissen \| Pays-Bas \| Jumbo-Visma \| + 1 min 49 s \| \| 9e \| Florian Vermeersch \| Belgique \| Lotto-Soudal \| + 1 min 59 s \| \| 10e \| John Degenkolb \| Allemagne \| Lotto-Soudal \| + 2 min 02 s \| |                      |           |                       |                  |
| |                      |           |                       |                  |
| Source : ProCyclingStats |                      |           |                       |                  |
| Classement général |                      |           |                       |                  |
| Coureur | Coureur              | Pays      | Équipe                | Temps            |
| 1er | Mathieu van der Poel | Pays-Bas  | Alpecin-Fenix         | 10 h 43 min 08 s |
| 2e | Søren Kragh Andersen | Danemark  | Team Sunweb           | + 8 s            |
| 3e | Stefan Küng          | Suisse    | Groupama-FDJ          | + 23 s           |
| 4e | Yves Lampaert        | Belgique  | Deceuninck-Quick Step | + 1 min 16 s     |
| 5e | Mads Pedersen        | Danemark  | Trek-Segafredo        | + 1 min 21 s     |
| 6e | Sonny Colbrelli      | Italie    | Bahrain McLaren       | + 1 min 42 s     |
| 7e | Florian Sénéchal     | France    | Deceuninck-Quick Step | + 1 min 45 s     |
| 8e | Mike Teunissen       | Pays-Bas  | Jumbo-Visma           | + 1 min 49 s     |
| 9e | Florian Vermeersch   | Belgique  | Lotto-Soudal          | + 1 min 59 s     |
| 10e | John Degenkolb       | Allemagne | Lotto-Soudal          | + 2 min 02 s     |

### Classements annexes
| Classement par points | Classement par points | Classement par points | Classement par points | Classement par points |
| Coureur               | Coureur               | Pays                  | Équipe                | Points                |
| --------------------- | --------------------- | --------------------- | --------------------- | --------------------- |
| 1er                   | Mads Pedersen         | Danemark              | Trek-Segafredo        | 55 pts                |
| 2e                    | Jasper Philipsen      | Belgique              | UAE Team Emirates     | 55 pts                |
| 3e                    | Mathieu van der Poel  | Pays-Bas              | Alpecin-Fenix         | 41 pts                |
| 4e                    | Danny van Poppel      | Pays-Bas              | Circus-Wanty Gobert   | 38 pts                |
| 5e                    | Tim Merlier           | Belgique              | Alpecin-Fenix         | 27 pts                |
| 6e                    | Oliver Naesen         | Belgique              | AG2R La Mondiale      | 25 pts                |
| 7e                    | Florian Sénéchal      | France                | Deceuninck-Quick Step | 22 pts                |
| 8e                    | Sonny Colbrelli       | Italie                | Bahrain McLaren       | 22 pts                |
| 9e                    | Søren Kragh Andersen  | Danemark              | Team Sunweb           | 19 pts                |
| 10e                   | Stefan Küng           | Suisse                | Groupama-FDJ          | 17 pts                |

| Classement par points | Classement par points | Classement par points | Classement par points | Classement par points |
| Coureur               | Coureur               | Pays                  | Équipe                | Points                |
| --------------------- | --------------------- | --------------------- | --------------------- | --------------------- |
| 1er                   | Mads Pedersen         | Danemark              | Trek-Segafredo        | 55 pts                |
| 2e                    | Jasper Philipsen      | Belgique              | UAE Team Emirates     | 55 pts                |
| 3e                    | Mathieu van der Poel  | Pays-Bas              | Alpecin-Fenix         | 41 pts                |
| 4e                    | Danny van Poppel      | Pays-Bas              | Circus-Wanty Gobert   | 38 pts                |
| 5e                    | Tim Merlier           | Belgique              | Alpecin-Fenix         | 27 pts                |
| 6e                    | Oliver Naesen         | Belgique              | AG2R La Mondiale      | 25 pts                |
| 7e                    | Florian Sénéchal      | France                | Deceuninck-Quick Step | 22 pts                |
| 8e                    | Sonny Colbrelli       | Italie                | Bahrain McLaren       | 22 pts                |
| 9e                    | Søren Kragh Andersen  | Danemark              | Team Sunweb           | 19 pts                |
| 10e                   | Stefan Küng           | Suisse                | Groupama-FDJ          | 17 pts                |

| Classement de la combativité | Classement de la combativité | Classement de la combativité | Classement de la combativité | Classement de la combativité |
| Coureur                      | Coureur                      | Pays                         | Équipe                       | Points                       |
| ---------------------------- | ---------------------------- | ---------------------------- | ---------------------------- | ---------------------------- |
| 1er                          | Kenneth Van Rooy             | Belgique                     | Sport Vlaanderen-Baloise     | 28 pts                       |
| 2e                           | Dries De Bondt               | Belgique                     | Alpecin-Fenix                | 19 pts                       |
| 3e                           | Pim Ligthart                 | Pays-Bas                     | Total Direct Énergie         | 16 pts                       |
| 4e                           | Oscar Riesebeek              | Pays-Bas                     | Alpecin-Fenix                | 16 pts                       |
| 5e                           | Brian van Goethem            | Pays-Bas                     | Lotto-Soudal                 | 15 pts                       |
| 6e                           | Mathieu van der Poel         | Pays-Bas                     | Alpecin-Fenix                | 12 pts                       |
| 7e                           | Ludovic Robeet               | Belgique                     | Bingoal-Wallonie Bruxelles   | 12 pts                       |
| 8e                           | Jonas Rickaert               | Belgique                     | Alpecin-Fenix                | 12 pts                       |
| 9e                           | Adrien Petit                 | France                       | Total Direct Énergie         | 12 pts                       |
| 10e                          | Florian Sénéchal             | France                       | Deceuninck-Quick Step        | 10 pts                       |

| Classement de la combativité | Classement de la combativité | Classement de la combativité | Classement de la combativité | Classement de la combativité |
| Coureur                      | Coureur                      | Pays                         | Équipe                       | Points                       |
| ---------------------------- | ---------------------------- | ---------------------------- | ---------------------------- | ---------------------------- |
| 1er                          | Kenneth Van Rooy             | Belgique                     | Sport Vlaanderen-Baloise     | 28 pts                       |
| 2e                           | Dries De Bondt               | Belgique                     | Alpecin-Fenix                | 19 pts                       |
| 3e                           | Pim Ligthart                 | Pays-Bas                     | Total Direct Énergie         | 16 pts                       |
| 4e                           | Oscar Riesebeek              | Pays-Bas                     | Alpecin-Fenix                | 16 pts                       |
| 5e                           | Brian van Goethem            | Pays-Bas                     | Lotto-Soudal                 | 15 pts                       |
| 6e                           | Mathieu van der Poel         | Pays-Bas                     | Alpecin-Fenix                | 12 pts                       |
| 7e                           | Ludovic Robeet               | Belgique                     | Bingoal-Wallonie Bruxelles   | 12 pts                       |
| 8e                           | Jonas Rickaert               | Belgique                     | Alpecin-Fenix                | 12 pts                       |
| 9e                           | Adrien Petit                 | France                       | Total Direct Énergie         | 12 pts                       |
| 10e                          | Florian Sénéchal             | France                       | Deceuninck-Quick Step        | 10 pts                       |

| Classement par équipes | Classement par équipes | Classement par équipes | Classement par équipes |
| Équipe                 | Équipe                 | Pays                   | Temps                  |
| ---------------------- | ---------------------- | ---------------------- | ---------------------- |
| 1re                    | Alpecin-Fenix          | Belgique               | 32 h 14 min 44 s       |
| 2e                     | Deceuninck-Quick Step  | Belgique               | + 15 s                 |
| 3e                     | AG2R La Mondiale       | France                 | + 1 min 09 s           |
| 4e                     | Lotto-Soudal           | Belgique               | + 1 min 31 s           |
| 5e                     | Circus-Wanty Gobert    | Belgique               | + 2 min 12 s           |
| 6e                     | Groupama-FDJ           | France                 | + 3 min 23 s           |
| 7e                     | Cofidis                | France                 | + 3 min 34 s           |
| 8e                     | EF Pro Cycling         | États-Unis             | + 3 min 49 s           |
| 9e                     | Ineos Grenadiers       | Royaume-Uni            | + 4 min 15 s           |
| 10e                    | UAE Team Emirates      | Émirats arabes unis    | + 4 min 54 s           |

| Classement par équipes | Classement par équipes | Classement par équipes | Classement par équipes |
| Équipe                 | Équipe                 | Pays                   | Temps                  |
| ---------------------- | ---------------------- | ---------------------- | ---------------------- |
| 1re                    | Alpecin-Fenix          | Belgique               | 32 h 14 min 44 s       |
| 2e                     | Deceuninck-Quick Step  | Belgique               | + 15 s                 |
| 3e                     | AG2R La Mondiale       | France                 | + 1 min 09 s           |
| 4e                     | Lotto-Soudal           | Belgique               | + 1 min 31 s           |
| 5e                     | Circus-Wanty Gobert    | Belgique               | + 2 min 12 s           |
| 6e                     | Groupama-FDJ           | France                 | + 3 min 23 s           |
| 7e                     | Cofidis                | France                 | + 3 min 34 s           |
| 8e                     | EF Pro Cycling         | États-Unis             | + 3 min 49 s           |
| 9e                     | Ineos Grenadiers       | Royaume-Uni            | + 4 min 15 s           |
| 10e                    | UAE Team Emirates      | Émirats arabes unis    | + 4 min 54 s           |

## Évolution des classements
| Etape              | Vainqueur            | Classement général   | Classement par points | Classement de la combativité |
| ------------------ | -------------------- | -------------------- | --------------------- | ---------------------------- |
| 1                  | Jasper Philipsen     | Jasper Philipsen     | Jasper Philipsen      | Milan Menten                 |
| 2                  | Etape annulée        | Jasper Philipsen     | Jasper Philipsen      | Milan Menten                 |
| 3                  | Mads Pedersen        | Mads Pedersen        | Mads Pedersen         | Kenneth Van Rooy             |
| 4                  | Søren Kragh Andersen | Mads Pedersen        | Mads Pedersen         | Kenneth Van Rooy             |
| 5                  | Mathieu van der Poel | Mathieu van der Poel | Mads Pedersen         | Kenneth Van Rooy             |
| Classements finals | Classements finals   | Mathieu van der Poel | Mads Pedersen         | Kenneth Van Rooy             |

## Liste des participants
| Jumbo-Visma TJV | Jumbo-Visma TJV             | Jumbo-Visma TJV |
| --------------- | --------------------------- | --------------- |
| Num             | Coureur                     | Pos             |
| 1               | Mike Teunissen (NED)        | 8e              |
| 2               | Amund Grøndahl Jansen (NOR) | NP-4            |
| 3               | Bert-Jan Lindeman (NED)     | 78e             |
| 4               | Timo Roosen (NED)           | 61e             |
| 5               | Pascal Eenkhoorn (NED)      | 93e             |
| 6               | Taco van der Hoorn (NED)    | 83e             |
| 7               | Maarten Wynants (BEL)       | 82e             |

| Alpecin-Fenix AFC | Alpecin-Fenix AFC                  | Alpecin-Fenix AFC |
| ----------------- | ---------------------------------- | ----------------- |
| Num               | Coureur                            | Pos               |
| 11                | Mathieu van der Poel (NED) (route) | 1er               |
| 12                | Dries De Bondt (BEL) (route)       | 90e               |
| 13                | Tim Merlier (BEL)                  | 27e               |
| 14                | Jonas Rickaert (BEL)               | 20e               |
| 15                | Oscar Riesebeek (NED)              | 67e               |
| 17                | Gianni Vermeersch (BEL)            | 18e               |
| 19                | Senne Leysen (BEL)                 | 39e               |

| CCC Team CCC | CCC Team CCC                   | CCC Team CCC |
| ------------ | ------------------------------ | ------------ |
| Num          | Coureur                        | Pos          |
| 21           | Guillaume Van Keirsbulck (BEL) | AB-5         |
| 22           | Patrick Bevin (NZL)            | AB-5         |
| 23           | Gijs Van Hoecke (BEL)          | 38e          |
| 24           | Nathan Van Hooydonck (BEL)     | 60e          |
| 25           | Jakub Mareczko (ITA)           | AB-5         |
| 26           | Francisco Ventoso (ESP)        | AB-5         |
| 27           | Jonas Koch (GER)               | 88e          |

| Deceuninck-Quick Step DQT | Deceuninck-Quick Step DQT    | Deceuninck-Quick Step DQT |
| ------------------------- | ---------------------------- | ------------------------- |
| Num                       | Coureur                      | Pos                       |
| 31                        | Zdeněk Štybar (CZE)          | 23e                       |
| 32                        | Shane Archbold (NZL) (route) | 76e                       |
| 33                        | Yves Lampaert (BEL)          | 4e                        |
| 34                        | Florian Sénéchal (FRA)       | 7e                        |
| 35                        | Stijn Steels (BEL)           | NP-3                      |
| 36                        | Jannik Steimle (GER)         | 44e                       |
| 37                        | Bert Van Lerberghe (BEL)     | 24e                       |

| AG2R La Mondiale ALM | AG2R La Mondiale ALM    | AG2R La Mondiale ALM |
| -------------------- | ----------------------- | -------------------- |
| Num                  | Coureur                 | Pos                  |
| 41                   | Oliver Naesen (BEL)     | 64e                  |
| 42                   | Silvan Dillier (SUI)    | 26e                  |
| 43                   | Julien Duval (FRA)      | 71e                  |
| 45                   | Alexis Gougeard (FRA)   | AB-5                 |
| 46                   | Lawrence Naesen (BEL)   | 17e                  |
| 47                   | Stijn Vandenbergh (BEL) | 65e                  |
| 50                   | Clément Venturini (FRA) | AB-5                 |

| Bora-Hansgrohe BOH | Bora-Hansgrohe BOH        | Bora-Hansgrohe BOH |
| ------------------ | ------------------------- | ------------------ |
| Num                | Coureur                   | Pos                |
| 51                 | Pascal Ackermann (GER)    | AB-5               |
| 52                 | Marcus Burghardt (GER)    | 46e                |
| 53                 | Jempy Drucker (LUX)       | 11e                |
| 54                 | Martin Laas (EST)         | AB-5               |
| 55                 | Andreas Schillinger (GER) | AB-5               |
| 56                 | Michael Schwarzmann (GER) | AB-5               |
| 57                 | Rüdiger Selig (GER)       | AB-5               |

| Lotto-Soudal LTS | Lotto-Soudal LTS         | Lotto-Soudal LTS |
| ---------------- | ------------------------ | ---------------- |
| Num              | Coureur                  | Pos              |
| 61               | Philippe Gilbert (BEL)   | NP-3             |
| 63               | Nikolas Maes (BEL)       | 29e              |
| 64               | Gerben Thijssen (BEL)    | 77e              |
| 65               | Brian van Goethem (NED)  | 59e              |
| 66               | Florian Vermeersch (BEL) | 9e               |
| 67               | Jelle Wallays (BEL)      | AB-5             |
| 68               | John Degenkolb (GER)     | 10e              |

| Total Direct Énergie TDE | Total Direct Énergie TDE | Total Direct Énergie TDE |
| ------------------------ | ------------------------ | ------------------------ |
| Num                      | Coureur                  | Pos                      |
| 71                       | Niki Terpstra (NED)      | 34e                      |
| 72                       | Romain Cardis (FRA)      | 49e                      |
| 73                       | Damien Gaudin (FRA)      | AB-5                     |
| 74                       | Pim Ligthart (NED)       | 66e                      |
| 75                       | Lorrenzo Manzin (FRA)    | AB-5                     |
| 76                       | Adrien Petit (FRA)       | 87e                      |
| 77                       | Dries Van Gestel (BEL)   | 45e                      |

| Astana AST | Astana AST               | Astana AST |
| ---------- | ------------------------ | ---------- |
| Num        | Coureur                  | Pos        |
| 81         | Laurens De Vreese (BEL)  | AB-5       |
| 83         | Daniil Fominykh (KAZ)    | AB-5       |
| 84         | Yevgeniy Gidich (KAZ)    | AB-5       |
| 85         | Dmitriy Gruzdev (KAZ)    | AB-5       |
| 86         | Davide Martinelli (ITA)  | AB-5       |
| 88         | Hernando Bohórquez (COL) | AB-5       |

| Israel Start-Up Nation ISN | Israel Start-Up Nation ISN | Israel Start-Up Nation ISN |
| -------------------------- | -------------------------- | -------------------------- |
| Num                        | Coureur                    | Pos                        |
| 92                         | Jenthe Biermans (BEL)      | NP-3                       |
| 93                         | Guillaume Boivin (CAN)     | 84e                        |
| 94                         | Itamar Einhorn (ISR)       | AB-5                       |
| 95                         | Mihkel Räim (EST)          | AB-5                       |
| 96                         | Travis McCabe (USA)        | AB-5                       |
| 97                         | Mads Würtz Schmidt (DEN)   | AB-5                       |
| 99                         | Nils Politt (GER)          | 19e                        |

| UAE Team Emirates UAD | UAE Team Emirates UAD           | UAE Team Emirates UAD |
| --------------------- | ------------------------------- | --------------------- |
| Num                   | Coureur                         | Pos                   |
| 101                   | Jasper Philipsen (BEL)          | 13e                   |
| 102                   | Sven Erik Bystrøm (NOR) (route) | 68e                   |
| 103                   | Alessandro Covi (ITA)           | 54e                   |
| 104                   | Ivo Oliveira (POR) (chrono)     | AB-5                  |
| 105                   | Rui Oliveira (POR)              | 92e                   |
| 106                   | Tom Bohli (SUI)                 | AB-5                  |
| 107                   | Aleksandr Riabushenko (BLR)     | 40e                   |

| EF Pro Cycling EF1 | EF Pro Cycling EF1        | EF Pro Cycling EF1 |
| ------------------ | ------------------------- | ------------------ |
| Num                | Coureur                   | Pos                |
| 111                | Sep Vanmarcke (BEL)       | 32e                |
| 112                | Stefan Bissegger (SUI)    | 12e                |
| 113                | Sebastian Langeveld (NED) | 41e                |
| 114                | Logan Owen (USA)          | AB-5               |
| 115                | Jonas Rutsch (GER)        | 72e                |
| 116                | Thomas Scully (NZL)       | AB-5               |
| 117                | Julius van den Berg (NED) | 86e                |

| Bahrain McLaren TBM | Bahrain McLaren TBM       | Bahrain McLaren TBM |
| ------------------- | ------------------------- | ------------------- |
| Num                 | Coureur                   | Pos                 |
| 121                 | Mark Cavendish (GBR)      | AB-5                |
| 122                 | Sonny Colbrelli (ITA)     | 6e                  |
| 123                 | Iván García Cortina (ESP) | 25e                 |
| 124                 | Luka Pibernik (SLO)       | AB-5                |
| 125                 | Heinrich Haussler (AUS)   | NP-5                |
| 126                 | Marcel Sieberg (GER)      | AB-5                |
| 127                 | Fred Wright (GBR)         | NP-3                |

| Groupama-FDJ GFC | Groupama-FDJ GFC            | Groupama-FDJ GFC |
| ---------------- | --------------------------- | ---------------- |
| Num              | Coureur                     | Pos              |
| 131              | Stefan Küng (SUI) (chrono)  | 3e               |
| 132              | Alexys Brunel (FRA)         | AB-3             |
| 133              | Kevin Geniets (LUX) (route) | 37e              |
| 136              | Fabian Lienhard (SUI)       | 62e              |
| 137              | Tobias Ludvigsson (SWE)     | 69e              |
| 138              | Léo Vincent (FRA)           | AB-5             |

| Cofidis COF | Cofidis COF              | Cofidis COF |
| ----------- | ------------------------ | ----------- |
| Num         | Coureur                  | Pos         |
| 141         | Christophe Laporte (FRA) | 31e         |
| 142         | Dimitri Claeys (BEL)     | 42e         |
| 143         | Cyril Lemoine (FRA)      | 48e         |
| 144         | Emmanuel Morin (FRA)     | AB-5        |
| 145         | Damien Touzé (FRA)       | AB-5        |
| 146         | Piet Allegaert (BEL)     | 43e         |
| 147         | Julien Vermote (BEL)     | 50e         |

| Mitchelton-Scott MTS | Mitchelton-Scott MTS          | Mitchelton-Scott MTS |
| -------------------- | ----------------------------- | -------------------- |
| Num                  | Coureur                       | Pos                  |
| 151                  | Dion Smith (NZL)              | 57e                  |
| 152                  | Kaden Groves (AUS)            | AB-5                 |
| 153                  | Alexander Konychev (ITA)      | 91e                  |
| 154                  | Luke Durbridge (AUS) (chrono) | 85e                  |
| 155                  | Callum Scotson (AUS)          | 63e                  |
| 156                  | Alexander Edmondson (AUS)     | AB-5                 |
| 157                  | Robert Stannard (AUS)         | 80e                  |

| NTT Pro Cycling NTT | NTT Pro Cycling NTT               | NTT Pro Cycling NTT |
| ------------------- | --------------------------------- | ------------------- |
| Num                 | Coureur                           | Pos                 |
| 162                 | Michael Gogl (AUT)                | 56e                 |
| 163                 | Edvald Boasson Hagen (NOR)        | 58e                 |
| 164                 | Reinardt Janse van Rensburg (RSA) | 36e                 |
| 165                 | Nicholas Dlamini (RSA)            | AB-5                |
| 166                 | Rasmus Tiller (NOR)               | 94e                 |
| 167                 | Max Walscheid (GER)               | 16e                 |
| 169                 | Jay Robert Thomson (RSA)          | AB-5                |

| Ineos Grenadiers IGD | Ineos Grenadiers IGD      | Ineos Grenadiers IGD |
| -------------------- | ------------------------- | -------------------- |
| Num                  | Coureur                   | Pos                  |
| 171                  | Christopher Lawless (GBR) | AB-5                 |
| 172                  | Owain Doull (GBR)         | 14e                  |
| 174                  | Christian Knees (GER)     | 55e                  |
| 175                  | Leonardo Basso (ITA)      | 89e                  |
| 176                  | Brandon Rivera (COL)      | 51e                  |
| 177                  | Carlos Rodríguez (ESP)    | 53e                  |

| Circus-Wanty Gobert CWG | Circus-Wanty Gobert CWG    | Circus-Wanty Gobert CWG |
| ----------------------- | -------------------------- | ----------------------- |
| Num                     | Coureur                    | Pos                     |
| 181                     | Pieter Vanspeybrouck (BEL) | AB-5                    |
| 182                     | Aimé De Gendt (BEL)        | 81e                     |
| 183                     | Timothy Dupont (BEL)       | NP-4                    |
| 184                     | Xandro Meurisse (BEL)      | 47e                     |
| 186                     | Danny van Poppel (NED)     | 30e                     |
| 187                     | Andrea Pasqualon (ITA)     | 15e                     |
| 190                     | Wesley Kreder (NED)        | AB-5                    |

| Team Sunweb SUN | Team Sunweb SUN              | Team Sunweb SUN |
| --------------- | ---------------------------- | --------------- |
| Num             | Coureur                      | Pos             |
| 191             | Søren Kragh Andersen (DEN)   | 2e              |
| 192             | Nils Eekhoff (NED)           | 70e             |
| 193             | Max Kanter (GER)             | AB-5            |
| 194             | Asbjørn Kragh Andersen (DEN) | NP-1            |
| 195             | Alberto Dainese (ITA)        | AB-5            |
| 196             | Martin Salmon (GER)          | AB-5            |
| 197             | Jasha Sütterlin (GER)        | 21e             |

| Trek-Segafredo TFS | Trek-Segafredo TFS       | Trek-Segafredo TFS |
| ------------------ | ------------------------ | ------------------ |
| Num                | Coureur                  | Pos                |
| 201                | Mads Pedersen (DEN)      | 5e                 |
| 202                | Alex Kirsch (LUX)        | 74e                |
| 203                | Emīls Liepiņš (LAT)      | AB-5               |
| 204                | Matteo Moschetti (ITA)   | AB-5               |
| 205                | Ryan Mullen (IRL)        | 73e                |
| 206                | Charlie Quarterman (GBR) | AB-5               |
| 207                | Koen de Kort (NED)       | AB-5               |

| Sport Vlaanderen-Baloise SVB | Sport Vlaanderen-Baloise SVB | Sport Vlaanderen-Baloise SVB |
| ---------------------------- | ---------------------------- | ---------------------------- |
| Num                          | Coureur                      | Pos                          |
| 211                          | Amaury Capiot (BEL)          | 28e                          |
| 212                          | Cédric Beullens (BEL)        | 33e                          |
| 213                          | Sasha Weemaes (BEL)          | AB-5                         |
| 214                          | Milan Menten (BEL)           | AB-5                         |
| 216                          | Kenneth Van Rooy (BEL)       | 79e                          |
| 217                          | Thimo Willems (BEL)          | NP-3                         |
| 219                          | Gilles De Wilde (BEL)        | NP-3                         |

| Movistar Team MOV | Movistar Team MOV       | Movistar Team MOV |
| ----------------- | ----------------------- | ----------------- |
| Num               | Coureur                 | Pos               |
| 221               | Jürgen Roelandts (BEL)  | AB-5              |
| 222               | Johan Jacobs (SUI)      | 22e               |
| 223               | Mathias Norsgaard (DEN) | AB-5              |
| 224               | Juri Hollmann (GER)     | 35e               |
| 225               | Lluís Mas (ESP)         | AB-5              |

| Bingoal-Wallonie Bruxelles WVA | Bingoal-Wallonie Bruxelles WVA | Bingoal-Wallonie Bruxelles WVA |
| ------------------------------ | ------------------------------ | ------------------------------ |
| Num                            | Coureur                        | Pos                            |
| 231                            | Baptiste Planckaert (BEL)      | AB-5                           |
| 232                            | Aksel Nõmmela (EST)            | AB-5                           |
| 233                            | Tom Wirtgen (LUX)              | 75e                            |
| 234                            | Ludovic Robeet (BEL)           | 52e                            |
| 235                            | Sean De Bie (BEL)              | AB-5                           |
| 236                            | Joël Suter (SUI)               | AB-5                           |
| 237                            | Lionel Taminiaux (BEL)         | AB-5                           |

| Jumbo-Visma TJV | Jumbo-Visma TJV             | Jumbo-Visma TJV |
| --------------- | --------------------------- | --------------- |
| Num             | Coureur                     | Pos             |
| 1               | Mike Teunissen (NED)        | 8e              |
| 2               | Amund Grøndahl Jansen (NOR) | NP-4            |
| 3               | Bert-Jan Lindeman (NED)     | 78e             |
| 4               | Timo Roosen (NED)           | 61e             |
| 5               | Pascal Eenkhoorn (NED)      | 93e             |
| 6               | Taco van der Hoorn (NED)    | 83e             |
| 7               | Maarten Wynants (BEL)       | 82e             |

| Alpecin-Fenix AFC | Alpecin-Fenix AFC                  | Alpecin-Fenix AFC |
| ----------------- | ---------------------------------- | ----------------- |
| Num               | Coureur                            | Pos               |
| 11                | Mathieu van der Poel (NED) (route) | 1er               |
| 12                | Dries De Bondt (BEL) (route)       | 90e               |
| 13                | Tim Merlier (BEL)                  | 27e               |
| 14                | Jonas Rickaert (BEL)               | 20e               |
| 15                | Oscar Riesebeek (NED)              | 67e               |
| 17                | Gianni Vermeersch (BEL)            | 18e               |
| 19                | Senne Leysen (BEL)                 | 39e               |

| CCC Team CCC | CCC Team CCC                   | CCC Team CCC |
| ------------ | ------------------------------ | ------------ |
| Num          | Coureur                        | Pos          |
| 21           | Guillaume Van Keirsbulck (BEL) | AB-5         |
| 22           | Patrick Bevin (NZL)            | AB-5         |
| 23           | Gijs Van Hoecke (BEL)          | 38e          |
| 24           | Nathan Van Hooydonck (BEL)     | 60e          |
| 25           | Jakub Mareczko (ITA)           | AB-5         |
| 26           | Francisco Ventoso (ESP)        | AB-5         |
| 27           | Jonas Koch (GER)               | 88e          |

| Deceuninck-Quick Step DQT | Deceuninck-Quick Step DQT    | Deceuninck-Quick Step DQT |
| ------------------------- | ---------------------------- | ------------------------- |
| Num                       | Coureur                      | Pos                       |
| 31                        | Zdeněk Štybar (CZE)          | 23e                       |
| 32                        | Shane Archbold (NZL) (route) | 76e                       |
| 33                        | Yves Lampaert (BEL)          | 4e                        |
| 34                        | Florian Sénéchal (FRA)       | 7e                        |
| 35                        | Stijn Steels (BEL)           | NP-3                      |
| 36                        | Jannik Steimle (GER)         | 44e                       |
| 37                        | Bert Van Lerberghe (BEL)     | 24e                       |

| AG2R La Mondiale ALM | AG2R La Mondiale ALM    | AG2R La Mondiale ALM |
| -------------------- | ----------------------- | -------------------- |
| Num                  | Coureur                 | Pos                  |
| 41                   | Oliver Naesen (BEL)     | 64e                  |
| 42                   | Silvan Dillier (SUI)    | 26e                  |
| 43                   | Julien Duval (FRA)      | 71e                  |
| 45                   | Alexis Gougeard (FRA)   | AB-5                 |
| 46                   | Lawrence Naesen (BEL)   | 17e                  |
| 47                   | Stijn Vandenbergh (BEL) | 65e                  |
| 50                   | Clément Venturini (FRA) | AB-5                 |

| Bora-Hansgrohe BOH | Bora-Hansgrohe BOH        | Bora-Hansgrohe BOH |
| ------------------ | ------------------------- | ------------------ |
| Num                | Coureur                   | Pos                |
| 51                 | Pascal Ackermann (GER)    | AB-5               |
| 52                 | Marcus Burghardt (GER)    | 46e                |
| 53                 | Jempy Drucker (LUX)       | 11e                |
| 54                 | Martin Laas (EST)         | AB-5               |
| 55                 | Andreas Schillinger (GER) | AB-5               |
| 56                 | Michael Schwarzmann (GER) | AB-5               |
| 57                 | Rüdiger Selig (GER)       | AB-5               |

| Lotto-Soudal LTS | Lotto-Soudal LTS         | Lotto-Soudal LTS |
| ---------------- | ------------------------ | ---------------- |
| Num              | Coureur                  | Pos              |
| 61               | Philippe Gilbert (BEL)   | NP-3             |
| 63               | Nikolas Maes (BEL)       | 29e              |
| 64               | Gerben Thijssen (BEL)    | 77e              |
| 65               | Brian van Goethem (NED)  | 59e              |
| 66               | Florian Vermeersch (BEL) | 9e               |
| 67               | Jelle Wallays (BEL)      | AB-5             |
| 68               | John Degenkolb (GER)     | 10e              |

| Total Direct Énergie TDE | Total Direct Énergie TDE | Total Direct Énergie TDE |
| ------------------------ | ------------------------ | ------------------------ |
| Num                      | Coureur                  | Pos                      |
| 71                       | Niki Terpstra (NED)      | 34e                      |
| 72                       | Romain Cardis (FRA)      | 49e                      |
| 73                       | Damien Gaudin (FRA)      | AB-5                     |
| 74                       | Pim Ligthart (NED)       | 66e                      |
| 75                       | Lorrenzo Manzin (FRA)    | AB-5                     |
| 76                       | Adrien Petit (FRA)       | 87e                      |
| 77                       | Dries Van Gestel (BEL)   | 45e                      |

| Astana AST | Astana AST               | Astana AST |
| ---------- | ------------------------ | ---------- |
| Num        | Coureur                  | Pos        |
| 81         | Laurens De Vreese (BEL)  | AB-5       |
| 83         | Daniil Fominykh (KAZ)    | AB-5       |
| 84         | Yevgeniy Gidich (KAZ)    | AB-5       |
| 85         | Dmitriy Gruzdev (KAZ)    | AB-5       |
| 86         | Davide Martinelli (ITA)  | AB-5       |
| 88         | Hernando Bohórquez (COL) | AB-5       |

| Israel Start-Up Nation ISN | Israel Start-Up Nation ISN | Israel Start-Up Nation ISN |
| -------------------------- | -------------------------- | -------------------------- |
| Num                        | Coureur                    | Pos                        |
| 92                         | Jenthe Biermans (BEL)      | NP-3                       |
| 93                         | Guillaume Boivin (CAN)     | 84e                        |
| 94                         | Itamar Einhorn (ISR)       | AB-5                       |
| 95                         | Mihkel Räim (EST)          | AB-5                       |
| 96                         | Travis McCabe (USA)        | AB-5                       |
| 97                         | Mads Würtz Schmidt (DEN)   | AB-5                       |
| 99                         | Nils Politt (GER)          | 19e                        |

| UAE Team Emirates UAD | UAE Team Emirates UAD           | UAE Team Emirates UAD |
| --------------------- | ------------------------------- | --------------------- |
| Num                   | Coureur                         | Pos                   |
| 101                   | Jasper Philipsen (BEL)          | 13e                   |
| 102                   | Sven Erik Bystrøm (NOR) (route) | 68e                   |
| 103                   | Alessandro Covi (ITA)           | 54e                   |
| 104                   | Ivo Oliveira (POR) (chrono)     | AB-5                  |
| 105                   | Rui Oliveira (POR)              | 92e                   |
| 106                   | Tom Bohli (SUI)                 | AB-5                  |
| 107                   | Aleksandr Riabushenko (BLR)     | 40e                   |

| EF Pro Cycling EF1 | EF Pro Cycling EF1        | EF Pro Cycling EF1 |
| ------------------ | ------------------------- | ------------------ |
| Num                | Coureur                   | Pos                |
| 111                | Sep Vanmarcke (BEL)       | 32e                |
| 112                | Stefan Bissegger (SUI)    | 12e                |
| 113                | Sebastian Langeveld (NED) | 41e                |
| 114                | Logan Owen (USA)          | AB-5               |
| 115                | Jonas Rutsch (GER)        | 72e                |
| 116                | Thomas Scully (NZL)       | AB-5               |
| 117                | Julius van den Berg (NED) | 86e                |

| Bahrain McLaren TBM | Bahrain McLaren TBM       | Bahrain McLaren TBM |
| ------------------- | ------------------------- | ------------------- |
| Num                 | Coureur                   | Pos                 |
| 121                 | Mark Cavendish (GBR)      | AB-5                |
| 122                 | Sonny Colbrelli (ITA)     | 6e                  |
| 123                 | Iván García Cortina (ESP) | 25e                 |
| 124                 | Luka Pibernik (SLO)       | AB-5                |
| 125                 | Heinrich Haussler (AUS)   | NP-5                |
| 126                 | Marcel Sieberg (GER)      | AB-5                |
| 127                 | Fred Wright (GBR)         | NP-3                |

| Groupama-FDJ GFC | Groupama-FDJ GFC            | Groupama-FDJ GFC |
| ---------------- | --------------------------- | ---------------- |
| Num              | Coureur                     | Pos              |
| 131              | Stefan Küng (SUI) (chrono)  | 3e               |
| 132              | Alexys Brunel (FRA)         | AB-3             |
| 133              | Kevin Geniets (LUX) (route) | 37e              |
| 136              | Fabian Lienhard (SUI)       | 62e              |
| 137              | Tobias Ludvigsson (SWE)     | 69e              |
| 138              | Léo Vincent (FRA)           | AB-5             |

| Cofidis COF | Cofidis COF              | Cofidis COF |
| ----------- | ------------------------ | ----------- |
| Num         | Coureur                  | Pos         |
| 141         | Christophe Laporte (FRA) | 31e         |
| 142         | Dimitri Claeys (BEL)     | 42e         |
| 143         | Cyril Lemoine (FRA)      | 48e         |
| 144         | Emmanuel Morin (FRA)     | AB-5        |
| 145         | Damien Touzé (FRA)       | AB-5        |
| 146         | Piet Allegaert (BEL)     | 43e         |
| 147         | Julien Vermote (BEL)     | 50e         |

| Mitchelton-Scott MTS | Mitchelton-Scott MTS          | Mitchelton-Scott MTS |
| -------------------- | ----------------------------- | -------------------- |
| Num                  | Coureur                       | Pos                  |
| 151                  | Dion Smith (NZL)              | 57e                  |
| 152                  | Kaden Groves (AUS)            | AB-5                 |
| 153                  | Alexander Konychev (ITA)      | 91e                  |
| 154                  | Luke Durbridge (AUS) (chrono) | 85e                  |
| 155                  | Callum Scotson (AUS)          | 63e                  |
| 156                  | Alexander Edmondson (AUS)     | AB-5                 |
| 157                  | Robert Stannard (AUS)         | 80e                  |

| NTT Pro Cycling NTT | NTT Pro Cycling NTT               | NTT Pro Cycling NTT |
| ------------------- | --------------------------------- | ------------------- |
| Num                 | Coureur                           | Pos                 |
| 162                 | Michael Gogl (AUT)                | 56e                 |
| 163                 | Edvald Boasson Hagen (NOR)        | 58e                 |
| 164                 | Reinardt Janse van Rensburg (RSA) | 36e                 |
| 165                 | Nicholas Dlamini (RSA)            | AB-5                |
| 166                 | Rasmus Tiller (NOR)               | 94e                 |
| 167                 | Max Walscheid (GER)               | 16e                 |
| 169                 | Jay Robert Thomson (RSA)          | AB-5                |

| Ineos Grenadiers IGD | Ineos Grenadiers IGD      | Ineos Grenadiers IGD |
| -------------------- | ------------------------- | -------------------- |
| Num                  | Coureur                   | Pos                  |
| 171                  | Christopher Lawless (GBR) | AB-5                 |
| 172                  | Owain Doull (GBR)         | 14e                  |
| 174                  | Christian Knees (GER)     | 55e                  |
| 175                  | Leonardo Basso (ITA)      | 89e                  |
| 176                  | Brandon Rivera (COL)      | 51e                  |
| 177                  | Carlos Rodríguez (ESP)    | 53e                  |

| Circus-Wanty Gobert CWG | Circus-Wanty Gobert CWG    | Circus-Wanty Gobert CWG |
| ----------------------- | -------------------------- | ----------------------- |
| Num                     | Coureur                    | Pos                     |
| 181                     | Pieter Vanspeybrouck (BEL) | AB-5                    |
| 182                     | Aimé De Gendt (BEL)        | 81e                     |
| 183                     | Timothy Dupont (BEL)       | NP-4                    |
| 184                     | Xandro Meurisse (BEL)      | 47e                     |
| 186                     | Danny van Poppel (NED)     | 30e                     |
| 187                     | Andrea Pasqualon (ITA)     | 15e                     |
| 190                     | Wesley Kreder (NED)        | AB-5                    |

| Team Sunweb SUN | Team Sunweb SUN              | Team Sunweb SUN |
| --------------- | ---------------------------- | --------------- |
| Num             | Coureur                      | Pos             |
| 191             | Søren Kragh Andersen (DEN)   | 2e              |
| 192             | Nils Eekhoff (NED)           | 70e             |
| 193             | Max Kanter (GER)             | AB-5            |
| 194             | Asbjørn Kragh Andersen (DEN) | NP-1            |
| 195             | Alberto Dainese (ITA)        | AB-5            |
| 196             | Martin Salmon (GER)          | AB-5            |
| 197             | Jasha Sütterlin (GER)        | 21e             |

| Trek-Segafredo TFS | Trek-Segafredo TFS       | Trek-Segafredo TFS |
| ------------------ | ------------------------ | ------------------ |
| Num                | Coureur                  | Pos                |
| 201                | Mads Pedersen (DEN)      | 5e                 |
| 202                | Alex Kirsch (LUX)        | 74e                |
| 203                | Emīls Liepiņš (LAT)      | AB-5               |
| 204                | Matteo Moschetti (ITA)   | AB-5               |
| 205                | Ryan Mullen (IRL)        | 73e                |
| 206                | Charlie Quarterman (GBR) | AB-5               |
| 207                | Koen de Kort (NED)       | AB-5               |

| Sport Vlaanderen-Baloise SVB | Sport Vlaanderen-Baloise SVB | Sport Vlaanderen-Baloise SVB |
| ---------------------------- | ---------------------------- | ---------------------------- |
| Num                          | Coureur                      | Pos                          |
| 211                          | Amaury Capiot (BEL)          | 28e                          |
| 212                          | Cédric Beullens (BEL)        | 33e                          |
| 213                          | Sasha Weemaes (BEL)          | AB-5                         |
| 214                          | Milan Menten (BEL)           | AB-5                         |
| 216                          | Kenneth Van Rooy (BEL)       | 79e                          |
| 217                          | Thimo Willems (BEL)          | NP-3                         |
| 219                          | Gilles De Wilde (BEL)        | NP-3                         |

| Movistar Team MOV | Movistar Team MOV       | Movistar Team MOV |
| ----------------- | ----------------------- | ----------------- |
| Num               | Coureur                 | Pos               |
| 221               | Jürgen Roelandts (BEL)  | AB-5              |
| 222               | Johan Jacobs (SUI)      | 22e               |
| 223               | Mathias Norsgaard (DEN) | AB-5              |
| 224               | Juri Hollmann (GER)     | 35e               |
| 225               | Lluís Mas (ESP)         | AB-5              |

| Bingoal-Wallonie Bruxelles WVA | Bingoal-Wallonie Bruxelles WVA | Bingoal-Wallonie Bruxelles WVA |
| ------------------------------ | ------------------------------ | ------------------------------ |
| Num                            | Coureur                        | Pos                            |
| 231                            | Baptiste Planckaert (BEL)      | AB-5                           |
| 232                            | Aksel Nõmmela (EST)            | AB-5                           |
| 233                            | Tom Wirtgen (LUX)              | 75e                            |
| 234                            | Ludovic Robeet (BEL)           | 52e                            |
| 235                            | Sean De Bie (BEL)              | AB-5                           |
| 236                            | Joël Suter (SUI)               | AB-5                           |
| 237                            | Lionel Taminiaux (BEL)         | AB-5                           |